# Zaklad iz Gourdona
Zaklad iz Gourdona (francosko Trésor de Gourdon) je zaklad zlatih predmetov in kovancev, ki lahko izvirajo iz merovinškega obdobja konec 5. ali začetek 6. stoletja. Odkrili so ga leta 1845 v bližini Gourdona, Saône-et-Loire in je trenutno shranjen v Kabinetu medalj, Nacionalne knjižnice Francije. 

## Zgodovina
V 6. stoletju je bil Gourdon mesto samostana - morda vir teh predmetov. Najnovejša datacija med kovanci, ki so bili del zaklada, je ocenjena na približno leto 524. Zaklad je bil morda pokopan v pričakovanju napada. Vojna v vzhodni Galiji v 520-ih letih je bila proti Burgundcem. Vodili so jo štirje Klodvikovi nasledniki. Vojna se je odločilno končala z bitko pri Vézeroncu, leta 524, s prepričljivim burgundskim porazom.
Pastirica, Louise Forest, ga je odkrila leta 1845 pod rimsko ploščico z vrezanim križem, njen gospodar kmet Darras, pa si je prisvojil celoto. Kelih in patena, ki ju ni bilo mogoče deliti, sta bila shranjena v registru za prodajo.  Zaklad je bil prodan na dražbi v Parizu 20. julija 1846. Pateno in kelih je kupila država, 104 kovanci pa so bili razpršeni med številne kupce in niso dostopni javnosti. 

## Opis
Ko je bil najden, je zaklad vseboval kelih in pravokotno pateno, ki je bila podobno okrašena z granati in turkizi v cloisonné predelih, skupaj s približno sto zlatimi kovanci iz vladavine bizantinskih cesarjev Leona I. (457–474) preko Justina I. (518–527). Merovinški kralj Klodvik I. se je leta 496 spreobrnil krščanstvo; kelih in patena bi lahko imenovali zgodnja merovinška ali pozno-galsko-rimska.

### Kelih
Kelih je visok 7,5 cm. Leži na skrajšani stožčasti podlagi; dva ročaja, ki imata obliko zelo stiliziranih ptic, ki jih prepoznamo po kljunu in granatih, ki tvorijo oči. Telo keliha ima nazaj zavihano osnovo. Zgornji del keliha je okrašen s cloisonné granati in turkizi, izrezanimi v obliki src in palmet.
Oblika keliha se lahko primerja s kantarjem iz keramike ali kovine, najpogosteje uporabljen način izdelave vinskih čaš med Rimljani. Dekoracijo lahko štejemo za barbarsko tako v ikonografiji kot v tehniki, kar ga naredili neobičajno lahkega in prenosnega z uporabo tehnike cloisnené. Primerljive ptičje motive lahko zasledimo pri vizigotskih, lombardskih in merovinških kovinskih predmetih.

### Patena
Pravokotna patena je velika 19,5 cm x 12,5 cm in globoka 1,6 cm. Predstavlja okvir med cloisonné granati, osrednjim križem z granati in štirimi vogalnimi motivi s turkizi. Krščanski križ nedvoumno opredeljuje predmet kot krščanski.